# Liste der Einträge im National Register of Historic Places im Maury County
Diese Liste der Einträge im National Register of Historic Places im Maury County enthält alle im Maury County, Tennessee in das National Register of Historic Places eingetragenen Gebäude, Bauwerke, Objekte, Stätten oder historischen Distrikte.
Diese Liste entspricht dem Bearbeitungsstand des National Park Service/National Register of Historic Places vom 4. Oktober 2024.

## Legende
| NRHP | Historic Place                      |
| NHL  | National Historic Landmark          |
| NHLD | National Historic Landmark District |
| HD   | National Historic District          |

## Aktuelle Einträge
| [ 2 ] | Name                                                | Bild                                          | Eintragsdatum                  | Lage | Ort              | Beschreibung |
| ----- | --------------------------------------------------- | --------------------------------------------- | ------------------------------ | --- | ---------------- | ------------ |
| 1     | Jonathan Amis House                                 |                                               | 26. Apr. 1984 ID-Nr. 84003620  | Covey Hollow Rd. 35° 29′ 27″ N, 87° 2′ 43″ W                                                                                                 | McCains          |              |
| 2     | Ashwood Rural Historic District                     |                                               | 10. Feb. 1989 ID-Nr. 88003247  | entlang der U.S. Route 43, zwischen Columbia und Mount Pleasant 35° 34′ 23,9″ N, 87° 8′ 18″ W                                                | Columbia         |              |
| 3     | The Athenaeum                                       | The Athenaeum                                 | 24. Apr. 1973 ID-Nr. 73001809  | 808 Athenaeum St. 35° 36′ 51″ N, 87° 2′ 29″ W                                                                                                | Columbia         |              |
| 4     | Beechlawn Advance and Retreat                       |                                               | 14. Mai 1971 ID-Nr. 71000824   | U.S. Route 31 in Tennessee 35° 34′ 8″ N, 87° 2′ 31,9″ W                                                                                      | Columbia         |              |
| 5     | Blythewood                                          | Blythewood                                    | 11. Apr. 1973 ID-Nr. 73001810  | Trotwood und Hatcher Lanes 35° 36′ 17,8″ N, 87° 3′ 49,4″ W                                                                                   | Columbia         |              |
| 6     | Merritt H. Booker House                             | Merritt H. Booker House                       | 18. Juli 1985 ID-Nr. 85001561  | Scott Hollow Rd. 35° 28′ 15″ N, 87° 0′ 33″ W                                                                                                 | Culleoka         |              |
| 7     | Breckenridge Hatter’s Shop                          | Breckenridge Hatter’s Shop                    | 13. Dez. 1984 ID-Nr. 84000613  | N. Main Street 35° 32′ 7″ N, 87° 12′ 23″ W                                                                                                   | Mount Pleasant   |              |
| 8     | Martin Cheairs House                                | Martin Cheairs House                          | 12. Dez. 1976 ID-Nr. 76001787  | U.S. Route 31 in Tennessee 35° 44′ 53″ N, 86° 55′ 54″ W                                                                                      | Spring Hill      |              |
| 9     | Church House                                        | weitere Bilder                                | 19. Okt. 1978 ID-Nr. 78002609  | 312 W. 7th St. 35° 36′ 56″ N, 87° 2′ 19″ W                                                                                                   | Columbia         |              |
| 10    | Cleburne Jersey Farm                                |                                               | 22. Nov. 2000 ID-Nr. 00001430  | 2319 Sugar Ridge Rd. 35° 46′ 32″ N, 86° 56′ 19″ W                                                                                            | Spring Hill      |              |
| 11    | Clifton Place                                       | weitere Bilder                                | 8. Juli 1970 ID-Nr. 70000613   | südlich von Columbia am Mt. Pleasant Highway 35° 34′ 40″ N, 87° 6′ 51,8″ W                                                                   | Columbia         |              |
| 12    | Columbia Arsenal                                    | Columbia Arsenal                              | 19. Sep. 1977 ID-Nr. 77001281  | W. 7th St. 35° 36′ 53″ N, 87° 3′ 30″ W | Columbia         |              |
| 13    | Columbia Central High School                        | Columbia Central High School                  | 21. Apr. 1980 ID-Nr. 80003848  | W. 8th St. 35° 36′ 49″ N, 87° 2′ 29″ W | Columbia         |              |
| 14    | Columbia Commercial Historic District               | Columbia Commercial Historic District         | 16. Aug. 1984 ID-Nr. 84003625  | zwischen der 7th, 8th, Woodland und High Street 35° 36′ 50″ N, 87° 2′ 3,8″ W                                                                 | Columbia         |              |
| 15    | Columbia Hydroelectric Station                      | weitere Bilder                                | 9. Feb. 1990 ID-Nr. 89002364   | Riverside Park, Riverside Dr. und am Duck River 35° 36′ 56″ N, 87° 0′ 53″ W                                                                  | Columbia         |              |
| 16    | Columbia West End Historic District                 |                                               | 13. März 1986 ID-Nr. 86000394  | zwischen der W. 7th St., Frierson St. und der ehemaligen Eisenbahnstrecke der Seaboard System Railroad 35° 36′ 58″ N, 87° 2′ 49″ W           | Columbia         |              |
| 17    | Culleoka Methodist Episcopal Church, South          | Culleoka Methodist Episcopal Church, South    | 22. Mai 1986 ID-Nr. 86001134   | Quality Street 35° 28′ 53″ N, 86° 59′ 6″ W                                                                                                   | Culleoka         |              |
| 18    | Elm Springs                                         | Elm Springs                                   | 13. März 1986 ID-Nr. 86000402  | Mooresville Pike 35° 35′ 5″ N, 87° 1′ 50″ W                                                                                                  | Columbia         |              |
| 19    | Ewell Farm                                          | Ewell Farm                                    | 24. Mai 1976 ID-Nr. 76001788   | Depot Lane 35° 45′ 38″ N, 86° 56′ 37″ W | Spring Hill      |              |
| 20    | Fairmont                                            | Fairmont                                      | 1. Sep. 1983 ID-Nr. 83003052   | Mooresville Pike 35° 35′ 10″ N, 87° 1′ 31″ W                                                                                                 | Columbia         |              |
| 21    | First United Methodist Church of Columbia           | First United Methodist Church of Columbia     | 30. Aug. 1984 ID-Nr. 84003628  | 222 W. 7th St. 35° 36′ 55″ N, 87° 2′ 11″ W                                                                                                   | Columbia         |              |
| 22    | Lucius Frierson House                               |                                               | 1. Sep. 1978 ID-Nr. 78002610   | W. 7th St. 35° 36′ 57″ N, 87° 2′ 25″ W | Columbia         |              |
| 23    | John Gordon House                                   | John Gordon House                             | 18. Apr. 1974 ID-Nr. 74000333  | nordwestlich von Williamsport, in der Nähe der Tennessee State Route 50 35° 43′ 11″ N, 87° 15′ 38″ W                                         | Williamsport     |              |
| 24    | Grace Episcopal Church                              | Grace Episcopal Church                        | 17. Mai 1976 ID-Nr. 76001789   | U.S. Route 31 in Tennessee 35° 45′ 9″ N, 86° 55′ 45″ W                                                                                       | Spring Hill      |              |
| 25    | Hamilton Place                                      |                                               | 16. Juli 1973 ID-Nr. 73001812  | Mt. Pleasant Pike, westlich von Columbia in der Nähe der U.S. Route 43 35° 34′ 18″ N, 87° 9′ 11″ W                                           | Columbia         |              |
| 26    | Hardison Mill Farm                                  |                                               | 13. Nov. 2017 ID-Nr. 100001826 | 4554 United States Route 431 35° 36′ 53,5″ N, 86° 49′ 24,1″ W                                                                                | Columbia, Vorort |              |
| 27    | Haynes Haven Stock Farm                             |                                               | 6. Juli 2023 ID-Nr. 100009094  | United States Route 31 35° 43′ 36,1″ N, 86° 57′ 41,4″ W                                                                                      | Spring Hill      |              |
| 28    | James Kennedy House                                 |                                               | 6. Nov. 1987 ID-Nr. 87001780   | Rogers Ford Road 35° 39′ 25″ N, 86° 59′ 45″ W                                                                                                | Columbia         |              |
| 29    | Patrick Maguire House                               | Patrick Maguire House                         | 15. Dez. 1983 ID-Nr. 83004270  | 105 N. Campbell Boulevard 35° 37′ 34″ N, 87° 2′ 27,9″ W                                                                                      | Columbia         |              |
| 30    | Dr. Samuel Mayes House                              |                                               | 25. Okt. 1993 ID-Nr. 93000345  | an der Straßenkreuzung der Zion Lane und Canaan Road 35° 36′ 0″ N, 87° 10′ 53″ W                                                             | Columbia         |              |
| 31    | Mayes-Hutton House                                  | Mayes-Hutton House                            | 8. Juli 1970 ID-Nr. 70000614   | 306 W. 6th St. 35° 37′ 1″ N, 87° 2′ 17″ W | Columbia         |              |
| 32    | Mercer Hall                                         | weitere Bilder                                | 16. Dez. 1982 ID-Nr. 82001730  | 902 Mercer Ct. 35° 36′ 35″ N, 87° 2′ 46″ W                                                                                                   | Columbia         |              |
| 33    | Washington Miller House                             |                                               | 14. Nov. 2012 ID-Nr. 12000944  | 1450 Frye Rd. 35° 42′ 3,8″ N, 86° 59′ 24,9″ W                                                                                                | Columbia         |              |
| 34    | Mount Pleasant Commercial Historic District         |                                               | 13. Nov. 2003 ID-Nr. 03001160  | zwischen der N. und S. Main Sts., Public Square und Hay Long Avenue 35° 32′ 4,6″ N, 87° 12′ 26,3″ W                                          | Mount Pleasant   |              |
| 35    | North Main Street Historic District                 |                                               | 8. Aug. 1989 ID-Nr. 89000263   | zwischen der N. Main St. von der Shofner St. bis zur 3rd Street 35° 32′ 24″ N, 87° 12′ 14″ W                                                 | Mount Pleasant   |              |
| 36    | Old Natchez Trace                                   | weitere Bilder                                | 30. Mai 1975 ID-Nr. 75002125   | am Grenzverlauf zu Alabama an der Tennessee State Route 100 und dem Davidson County                                                          | Santa Fe         |              |
| 37    | Pillow Place                                        |                                               | 8. Dez. 1983 ID-Nr. 83004271   | Campbellsville Pike 35° 34′ 17″ N, 87° 4′ 51,9″ W                                                                                            | Columbia         |              |
| 38    | Pillow-Bethel House                                 |                                               | 12. Dez. 1976 ID-Nr. 76001785  | südwestlich von Columbia, in der Nähe der U.S. Route 43 35° 34′ 5″ N, 87° 6′ 56″ W                                                           | Columbia         |              |
| 39    | Pine Hill                                           | weitere Bilder                                | 15. Dez. 1983 ID-Nr. 83004272  | Old Zion Lane 35° 35′ 11″ N, 87° 7′ 39″ W | Ashwood          |              |
| 40    | Pleasant Historic District                          |                                               | 8. Aug. 1989 ID-Nr. 89000264   | zwischen der Haylong Ave., Pleasant, Bond, Wheeler, Adams, und Cherry Sts., Washington Ave. und College Street 35° 32′ 6″ N, 87° 12′ 47,9″ W | Mount Pleasant   |              |
| 41    | Pleasant Mount Cumberland Presbyterian Church       | Pleasant Mount Cumberland Presbyterian Church | 16. Aug. 1977 ID-Nr. 77001282  | südöstlich von Columbia, in der Nähe der Tennessee State Route 50 35° 32′ 32″ N, 86° 58′ 8″ W                                                | Columbia         |              |
| 42    | Polk Sisters' House                                 | Polk Sisters' House                           | 21. Mai 1975 ID-Nr. 75001770   | 305 W. 7th St. 35° 36′ 54″ N, 87° 2′ 16″ W                                                                                                   | Columbia         |              |
| 43    | James K. Polk Home                                  | weitere Bilder                                | 15. Okt. 1966 ID-Nr. 66000728  | W. 7th und S. High Sts. 35° 36′ 54″ N, 87° 2′ 14″ W                                                                                          | Columbia         |              |
| 44    | Pottsville General Store                            | Pottsville General Store                      | 14. Nov. 2017 ID-Nr. 100001827 | 4205 United States Route 431 35° 38′ 16,1″ N, 86° 49′ 30,6″ W                                                                                | Columbia, Vorort |              |
| 45    | Prewitt-Amis-Finney House                           | Prewitt-Amis-Finney House                     | 1. Dez. 1997 ID-Nr. 97001503   | 2629 Pullen Mill Rd. 35° 27′ 44″ N, 87° 0′ 2″ W                                                                                              | Culleoka         |              |
| 46    | Rally Hill                                          | Rally Hill                                    | 16. Aug. 1984 ID-Nr. 84003638  | 319 W. 8th St. 35° 36′ 48″ N, 87° 2′ 20″ W                                                                                                   | Columbia         |              |
| 47    | Rattle and Snap                                     | weitere Bilder                                | 11. Nov. 1971 ID-Nr. 71000825  | Andrew Jackson Highway (Tennessee State Route 43) 35° 33′ 38″ N, 87° 9′ 11,8″ W                                                              | Columbia         |              |
| 48    | Rippavilla                                          | Rippavilla                                    | 19. Juli 1996 ID-Nr. 96000773  | U.S. Route 31 in Tennessee, südlich der Einmündung zur Kedron Road 35° 43′ 54″ N, 86° 57′ 14″ W                                              | Spring Hill      |              |
| 49    | Ritter-Morton House                                 | Ritter-Morton House                           | 12. Dez. 1976 ID-Nr. 76001790  | McLemore Avenue 35° 45′ 2″ N, 86° 55′ 45″ W                                                                                                  | Spring Hill      |              |
| 50    | Rockdale Furnace Historic District (40MU487)        |                                               | 21. Juli 1988 ID-Nr. 88001100  | Adresse nicht veröffentlicht | Rockdale         |              |
| 51    | St. John’s Episcopal Church                         | weitere Bilder                                | 8. Juli 1970 ID-Nr. 70000615   | westlich von Columbia, an der U.S. Route 43 35° 34′ 27″ N, 87° 8′ 20″ W                                                                      | Columbia         |              |
| 52    | St. Mark United Primitive Baptist Church            | St. Mark United Primitive Baptist Church      | 14. Juli 2000 ID-Nr. 00000811  | Maury Hill Street 35° 45′ 1″ N, 86° 55′ 58″ W                                                                                                | Spring Hill      |              |
| 53    | St. Peter’s Episcopal Church                        | St. Peter’s Episcopal Church                  | 27. Juni 1979 ID-Nr. 79002448  | 311 W. 7th St. 35° 36′ 52″ N, 87° 2′ 18″ W                                                                                                   | Columbia         |              |
| 54    | Andrew Scott House                                  | Andrew Scott House                            | 4. Aug. 1995 ID-Nr. 95000976   | 3991 Pulaski Highway 35° 27′ 57″ N, 87° 2′ 31″ W                                                                                             | Culleoka         |              |
| 55    | Shelby Bend Archeological District                  |                                               | 1. Feb. 1990 ID-Nr. 89001760   | Adresse nicht veröffentlicht | Greenfield Bend  |              |
| 56    | Skipwith Hall                                       | Skipwith Hall                                 | 23. Nov. 1977 ID-Nr. 77001283  | westlich von Columbia, an der Tennessee State Route 50 35° 38′ 29″ N, 87° 8′ 35″ W                                                           | Columbia         |              |
| 57    | Spring Hill Presbyterian Church                     | Spring Hill Presbyterian Church               | 19. Juli 1984 ID-Nr. 84003640  | S. Main Street 35° 44′ 56″ N, 86° 55′ 52″ W                                                                                                  | Spring Hill      |              |
| 58    | State Bank of Tennessee                             |                                               | 2. Nov. 1978 ID-Nr. 78002611   | 201 W. 7th Street 35° 36′ 53″ N, 87° 2′ 9″ W                                                                                                 | Columbia         |              |
| 59    | Absalom Thompson House                              |                                               | 11. Sep. 1979 ID-Nr. 79002449  | südlich von Spring Hill, an der Denning Road 35° 43′ 19″ N, 86° 55′ 47″ W                                                                    | Spring Hill      |              |
| 60    | Union Station                                       | Union Station                                 | 23. Okt. 1986 ID-Nr. 86002908  | Depot Street 35° 36′ 29″ N, 87° 2′ 14″ W | Columbia         |              |
| 61    | United States Post Office and Court House           |                                               | 11. Sep. 2018 ID-Nr. 100002938 | 815 S Garden Street 35° 36′ 49,7″ N, 87° 2′ 8,9″ W                                                                                           | Columbia         |              |
| 62    | Vine Hill                                           | Vine Hill                                     | 15. Juli 1983 ID-Nr. 83003053  | Sawdust Road 35° 38′ 47″ N, 87° 12′ 47″ W | Cross Bridges    |              |
| 63    | Walnut Grove                                        | Walnut Grove                                  | 8. März 1984 ID-Nr. 84003641   | 510 N. Main St. 35° 32′ 25″ N, 87° 12′ 11″ W                                                                                                 | Mount Pleasant   |              |
| 64    | William Watkins House                               |                                               | 23. Okt. 1986 ID-Nr. 86002901  | Canaan Rd. 35° 33′ 53″ N, 87° 11′ 39″ W | Mount Pleasant   |              |
| 65    | Webster Farm                                        | Webster Farm                                  | 19. Juli 1996 ID-Nr. 96000770  | 3166 Hampshire Pike 35° 37′ 19″ N, 87° 13′ 15″ W                                                                                             | Cross Bridges    |              |
| 66    | George Webster House                                |                                               | 5. Apr. 1984 ID-Nr. 84003646   | Sawdust Road 35° 38′ 2″ N, 87° 12′ 43,9″ W                                                                                                   | Williamsport     |              |
| 67    | West Sixth Street and Mayes Place Historic District |                                               | 25. Feb. 1978 ID-Nr. 78002612  | W. 6th St. und Mayes Pl. 35° 37′ 0″ N, 87° 2′ 18″ W                                                                                          | Columbia         |              |
| 68    | White Hall                                          | White Hall                                    | 5. Apr. 1984 ID-Nr. 84003661   | Duplex Road 35° 45′ 8″ N, 86° 55′ 32″ W | Spring Hill      |              |
| 69    | Zion Presbyterian Church                            | weitere Bilder                                | 13. Juni 1972 ID-Nr. 72001245  | westlich von Columbia, in der Nähe der Tennessee State Route 99 35° 35′ 56″ N, 87° 8′ 42″ W                                                  | Columbia         |              |

## Ehemalige Einträge
| [ 2 ] | Name             | Bild | Eintragsdatum                | Lage                                                                       | Ort         | Beschreibung                                   |
| ----- | ---------------- | ---- | ---------------------------- | -------------------------------------------------------------------------- | ----------- | ---------------------------------------------- |
| 1     | Cherry Glen      |      | 2. Juli 1973 ID-Nr. 73002243 | südwestlich von Columbia, in der Nähe der U.S. Route 43                    | Columbia    | Zerstört durch einen Brand am 13. April 1985.  |
| 2     | Derryberry House |      | 7. Nov. 1990 ID-Nr. 90001656 | New Lasea Road, östlich von der Interstate 65 35° 40′ 21″ N, 86° 52′ 40″ W | Spring Hill |                                                |
| 3     | Polk Manor       |      | 7. Sep. 1973 ID-Nr. 74002326 | westlich von Columbia, an der U.S. Route 43                                | Columbia    | Zerstört durch einen Brand am 31. August 1974. |